# 帕布诺伊基兴
帕布诺伊基兴是奥地利上奥地利州佩尔格县的一个市镇。总面积41平方公里，总人口1726人，人口密度42.1人/平方公里（2005年）。